# Narodowa Rada Syryjska
Narodowa Rada Syryjska (NRS) – ciało powołane 23 sierpnia 2011 w Stambule przez przeciwników syryjskiego reżimu Baszara as-Asada podczas wojny domowej w Syrii, pełniące de facto funkcję organu opozycyjnej władzy na emigracji. Narodowa Rada Syryjska pełniła funkcje reprezentanta syryjskiej opozycji aż do 11 listopada 2012, kiedy to powołano Syryjską Koalicję Narodową na rzecz Opozycji i Sił Rewolucyjnych.

## Historia
15 marca 2011 w Syrii rozpoczęły się antyrządowe protesty przeciwko władzy prezydenta kraju Baszara al-Asada, które z czasem przybrały formę powstania i wojny domowej.
Początkowo syryjska opozycja nie była skupiona pod żadnym sztandarem, a spontaniczne demonstracje prowadzili zwykli cywile. Z czasem, kiedy byli atakowani przez służby bezpieczeństwa zaczęli się zbroić, po kilku miesiącach pacyfikacji manifestacji, zaczęło dochodzić do dezercji w wojsku. Głównym ugrupowaniem rebelianckim była Wolna Armia Syrii pod dowództwem płk. Riada al-Asada, powołana przez dezerterów z armii narodowej 29 lipca 2011.
Wobec zaostrzania się konfliktu wewnętrznego widziano potrzebę zjednoczenia opozycji. Wzorem dla syryjskiego politycznego ciała opozycyjnego była Libijska Rada Tymczasowa, która w 2011 walczyła i obaliła Mu’ammara al-Kaddafiego. W sierpniu 2011 do Turcji zjechali się przedstawiciele syryjskiej opozycji i po negocjacjach 23 sierpnia 2011 w Stambule powołano Narodową Radę Syryjską. 29 sierpnia 2011 na czele Narodowej Rady Syryjskiej powołano syryjskiego polityka Burhana Ghaljuna. Do końca stycznia 2012 Narodowa rada Syryjska została uznana przez 12 krajów za jedynego legalnego przedstawiciela władzy Syrii (Libia, Francja, Stany Zjednoczone, Hiszpania, Bułgaria, Tunezja, Belgia, Kanada, Niemcy, Włochy, Holandia, Turcja). Pod szyldem NRS działała Wolna Armia Syrii, jednakże wiele grup bojowych takich jak Syryjska Armia Wyzwoleńcza oraz krajowych ugrupowań politycznych działało niezależnie.
W lutym 2012 NRS liczyła 270 członków. 1 kwietnia 2012 podczas II konferencji „Przyjaciół Syrii” w Stambule 83 delegacje państwowe uznały Narodową Radę Syryjską za jedyną, legalną przedstawicielkę władzy w Syrii. Dowódcy Wolnej Armii Syrii, podczas konferencji podjęli decyzję, iż będą płacić dezerterującym żołnierzom z wojska Assada.
W lutym oraz maju 2012 przedłużano o trzy miesiące mandat Burhana Ghaljuna na stanowisku przewodniczącego Narodowej Rady Syryjskiej. Za rządów Ghalujna NRS uległa wewnętrznym podziałom. Gdy jego pozycja ulegała zagrożeniu, poparł dostawy broni dla Wolnej Armii Syrii. Kiedy opuszczeniem NRS zagroziły Lokalne Komitety Koordynacyjne, 17 maja 2012 Ghaljun podał się do dymisji. 10 czerwca 2012 nastąpiła zmiana na stanowisku przewodniczącego Narodowej Rady Syryjskiej. Ghaljun został zastąpiony przez Kurda, Abdela Basseta Sajdę z Kurdyjskiej Rady Narodowej, powołanej 26 października 2011 i reprezentująca Kurdów w NRS.
Według niemieckiej gazety „Süddeutsche Zeitung”, NRS zdominowana przez islamistów była skłócona wewnętrznie, a wyłonienie Kurda mogło pogorszyć tylko sytuację. Walcząca o niepodległość na terenach Turcji kurdyjska Partia Pracujących Kurdystanu, wspierała Assada. Tak więc mogło się to przerodzić w walki bratobójcze wewnątrz Kurdystanu. Ponadto wpływ NRS na sterowanie Wolną Armią Syrii malało na znaczeniu. Oddziały rebelianckie działały w znacznym stopniu na własną rękę, mają własnych religijnych przywódców.
Jednak pomimo zwierzchnictwa Narodowej Rady Syryjskiej nad siłami opozycji, opozycja była rozbita wewnętrznie. Głównym problemem była mieszanka etniczna wśród opozycji oraz rozbieżne interesy pomiędzy poszczególnymi grupami. O rozdrobnieniu politycznym syryjskiej opozycji świadczyła konferencja kairska z początku lipca 2012. Po odrzucenia porozumienia genewskiego przez Zachód z Rosją przez syryjską opozycję, przewodniczący Ligi Państw Arabskich Nabil al-Arabi zaapelował na konferencji kairskiej do przeciwników Assada o zjednoczenie się. Jednak po wycofywaniu się z konferencji przez poszczególne opcje syryjskiej opozycji, zwłaszcza przez dyskryminowanych Kurdów, na sali obrad doszło do bójki między aktywistami.
Ponadto wielu opozycjonistów zarzucało nieefektywność NRS i odchodziło z tego podziemnego ugrupowania. Syryjski opozycjonista Haitham al-Maleh, który w marcu 2012 odszedł z NRS, ogłosił 31 lipca 2012, iż powierzono mu misję tworzenia rządu na uchodźstwie z siedzibą w Kairze. Wyjaśnił, że rząd reprezentował by naród po upadku reżimu. Abdel Basset Sajda zadeklarował, że będzie rozmawiał z wszystkimi opcjami o rządzie tymczasowym. Z kolei Wolna Armia Syrii ogłosiła, iż rząd ewentualny w Kairze jeszcze bardziej podzielił by syryjską opozycję i byłby martwy z powodu braku poparcia.
W celu zreformowania swoich struktur i zwiększenia reprezentacyjności, w dniach 4-11 listopada 2012 syryjska opozycja zebrała się na konferencji w katarskiej Dosze. Pierwszą decyzją na konferencji było poszerzenie gremium Zgromadzenia Generalnego Narodowej Rady Syryjskiej z 222 do 420 osób. Dzięki temu główny opozycyjny organ mógł być bardziej reprezentacyjny. Obradowano ponadto nad wdrożeniem planu polegającego na powołaniu konfederacji ruchów opozycyjnych jako platformy do utworzenia nowej władzy po ewentualnym upadku reżimu Asada. Nim do tego doszło w nocy z 7 na 8 listopada 2012 wybrano nowy 41-osobowy Sekretariat NRS, w którym nie znalazła się żadna kobieta (fakt ten oprotestowano). Hegemonię w kierownictwie po wybraniu nowych struktur posiadali islamiści. Następnie Sekretariat wybrał Biuro Wykonawcze, a te nowego przewodniczącego, który zastąpił Abdela Basseta Sajdę. Okazał się nim chrześcijanin i były komunista Dżurdż Sabra, który wygrał głosowanie z 9 listopada 2012 stosunkiem głosów 28 do 13. Nowy przewodniczący na wstępie zadeklarował współpracować z innymi grupami opozycyjnymi w celu obalenia Assada. Ostatniego dnia obrad podpisano porozumienie na mocy którego powołano Syryjską Koalicję Narodową na rzecz Opozycji i Sił Rewolucyjnych, będącą konfederacją opozycyjnych ugrupowań działających w kraju oraz za granicą skupionych w Narodowej Radzie Syryjskiej. Na czele konfederacji, która od tej pory reprezentowała całą syryjską opozycję, stanął Mu’az al-Chatib. Narodowa Rada Syryjska została jednym ze składowych politycznego bloku opozycyjnych ugrupowań.

## Liderzy organizacji

### Lista przewodniczących Narodowej Rady Syryjskiej
| Przewodniczący                                                   | Czas sprawowania urzędu             |
| ---------------------------------------------------------------- | ----------------------------------- |
| Burhan Ghaljun                                                   | 29 sierpnia 2011 – 10 czerwca 2012  |
| Abdel Basset Sajda                                               | 22 kwietnia 2012 – 9 listopada 2012 |
| Dżurdż Sabra                                                     | 9 listopada 2012 - nadal            |
| Syryjska Koalicja Narodowa na rzecz Opozycji i Sił Rewolucyjnych |                                     |